# Gerhard Löwenstein
Gerhard Löwenstein (* 25. März 1915 in Berlin; † 9. Februar 2000 in Frankfurt am Main) war ein deutscher praktischer Arzt und Geburtshelfer und ärztlicher Standespolitiker.

## Leben und Wirken
Löwenstein besuchte in Berlin das Reform-Realgymnasium und machte im Jahr 1933 sein Abitur. Nach dem Studium der Humanmedizin an den Universitäten Berlin, Halle und Leipzig legte er am 13. Januar 1940 in Leipzig sein medizinisches Staatsexamen ab. Als Arzt durfte er jedoch zunächst nicht tätig sein.
Er fand in der pharmazeutischen Industrie eine Beschäftigung, teilweise in der Produktion. Ab November 1944 wies ihn die Geheime Staatspolizei (Gestapo) als so genannter B-Angehöriger der Organisation Todt (OT) zu, für die er als Hilfsarzt tätig war. Ende Dezember 1944 wurde er in das OT-Krankenhaus Heilfürsorge Leutenberg nach Thüringen versetzt, von dem aus verschiedene Lager für Fremd- bzw. Zwangsarbeiter versorgt wurden. Nach Ende des Zweiten Weltkrieges wurde die Einrichtung wieder in ein ziviles Krankenhaus umgewidmet, Löwenstein war dort noch bis zum 16. Juni 1945 beschäftigt.
Schon eine Woche später konnte er sein Pflichtassistentenjahr in Frankfurt am Main antreten, das er vom 22. Juni bis 17. Dezember 1945 als Volontär-Hospitant an der dortigen Frauenklinik absolvierte. Direkt im Anschluss ließ sich Löwenstein als praktischer Arzt und Geburtshelfer im Frankfurter Stadtteil Seckbach nieder. Am 22. November 1948 promovierte er an der Medizinischen Fakultät der Johann-Wolfgang-Goethe-Universität Frankfurt am Main mit dem Dissertationsthema Zangengeburten in der Frankfurter Universitätsfrauenklinik bei Hans Naujoks.
Gleich nach Aufnahme seiner beruflichen Tätigkeit engagierte sich Löwenstein in verschiedenen Gremien der Kassenärzte, ab 1948 gehörte er der Prüfungskommission Ersatzkassen an. 1953 wurde er erstmals zum Abgeordneten der Landesärztekammer Hessen gewählt, Sprecher der Abgeordnetenversammlung wurde er 1965. Ab 1969 stellvertretender Vorsitzender, wurde er von 1973 bis 1987 Vorsitzender der Landesärztekammer Hessen, danach deren Ehrenvorsitzender.
Sein besonderes Engagement galt der Gründung einer Stiftung zur Errichtung eines Instituts für Allgemeinmedizin an der Medizinischen Fakultät der Johann-Wolfgang-Goethe-Universität Frankfurt am Main als einer gemeinsam von Kassenärztlicher Vereinigung Hessen und Landesärztekammer Hessen getragenen Einrichtung.
Als Vorsitzender der KV Hessen setzte sich Löwenstein unter anderem für eine zeitgemäße ambulante Medizin in der Praxis und für die Weiterentwicklung der wissenschaftlichen Allgemeinmedizin ein. Schwerpunkte seiner Arbeit setzte er in einer Bedarfsanalyse, die als Grundlage der kassenärztlichen Versorgung in Hessen dienen konnte. Auf seine Initiative geht die Struktur des heutigen landesweiten Notfalldienstes zurück sowie die Errichtung von Ärztehäusern in bislang unterversorgten Regionen Hessens.

## Auszeichnungen
Löwenstein wurde mit dem Bundesverdienstkreuz I. Klasse (1980) geehrt, dem Großen Bundesverdienstkreuz (1987), mit der Ehrenplakette der Stadt Frankfurt am Main (1987), der Friedrich-Voges-Medaille der Kassenärztlichen Bundesvereinigung (1987), der Paracelsus-Medaille der Deutschen Ärzteschaft (1999) und der Ehrenplakette in Gold der Landesärztekammer Hessen. Das Ärztehaus der Kassenärztlichen Vereinigung Hessen in Frankfurt am Main wurde 2001 nach ihm benannt.